# Alia Al Hussein
Titre
Reine de Jordanie
24 décembre 1972 – 9 février 1977
(5 ans, 1 mois et 16 jours)

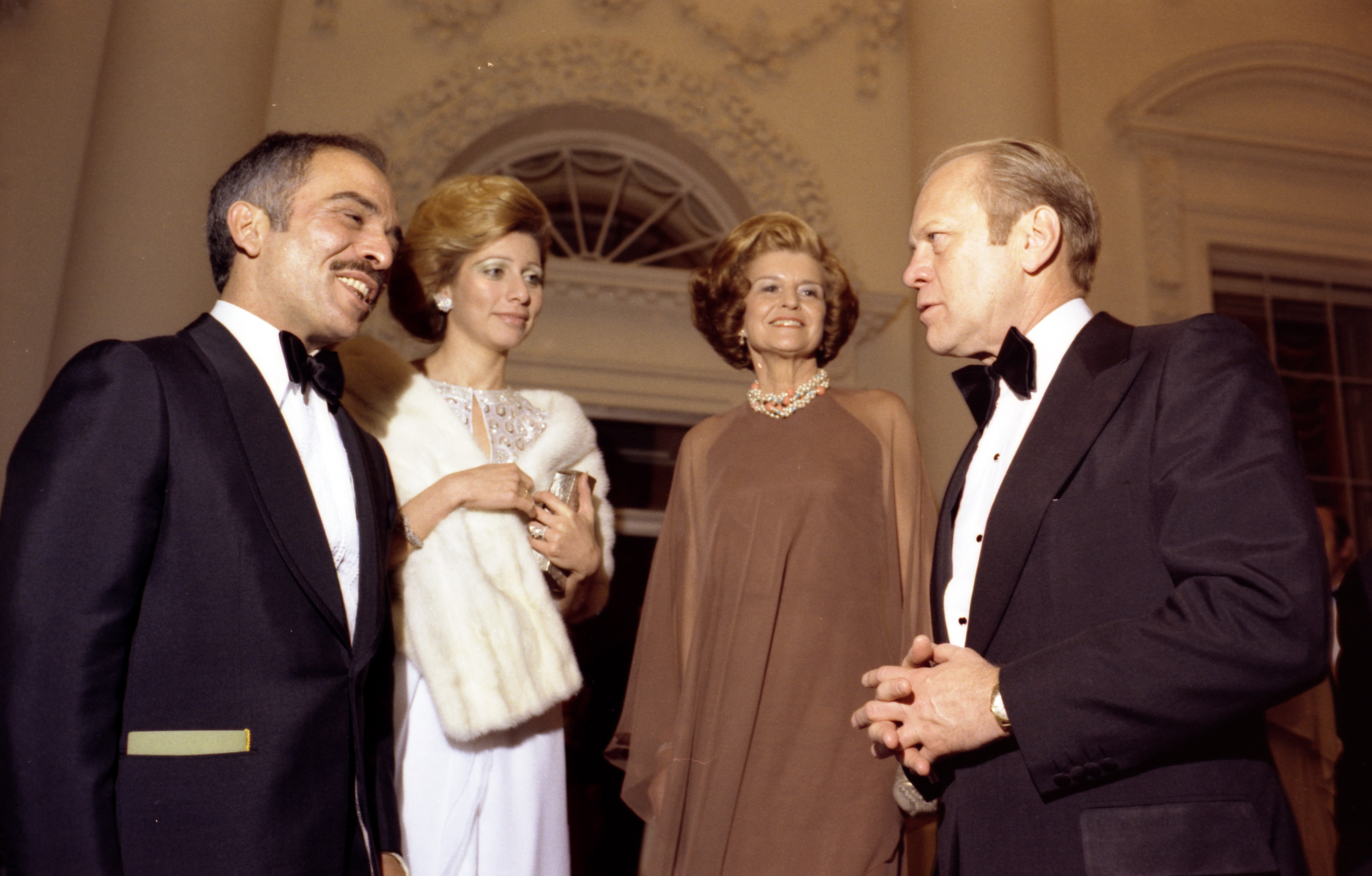
La reine Alia (à gauche) avec son mari à un dîner d'État à la Maison-Blanche avec le couple présidentiel américain Betty et Gerald Ford, en mars 1976.

Alia Baha ad-Din Touqan (arabe : علياء بهاء الدين طوقان), née le 25 décembre 1948 au Caire et décédée le 9 février 1977 à Amman, est reine consort de Jordanie et troisième épouse du roi Hussein de Jordanie.

## Biographie
Fille de Bahauddin Toukan, ancien ambassadeur de Jordanie en Grande-Bretagne, elle est née au Caire, en Égypte. Provenant d'une importante famille de l'aristocratie jordanienne, elle accompagne ses parents, durant une grande partie de son enfance, dans les différentes villes où son père était nommé ambassadeur : elle vivra en Égypte, en Turquie, à Londres, en Amérique et à Rome. Elle fait ses études au Rome Centre de l'université Loyola de Chicago. Elle y étudie les sciences politiques et la psychologie sociale, avant de compléter un diplôme en relations publiques au Hunter College de New York, désirant suivre la trace de son père comme diplomate. En 1971, elle s'installe en Jordanie où elle travaille pour la Royal Jordanian Airlines. Le roi Hussein lui demande d'organiser les préparations des premiers championnats internationaux de ski nautique qui eurent lieu à Aqaba en septembre 1972.   
Dès lors, elle entame une relation amoureuse avec le roi et finit par l'épouser au cours d’une cérémonie privée le 24 décembre 1972 ; elle est titrée reine Alia al Hussein de Jordanie (arabe: علياء الحسين). Elle donnera deux enfants au roi : la princesse Haya, née le 3 mai 1974 et le prince Ali, né le 23 décembre 1975.
Le couple royal adopte aussi Abir, une fillette palestinienne de 5 ans dont la mère avait été tuée lors d'un accident d'avion non loin d'un camp de réfugiés près de l'aéroport d'Amman. 
La reine Alia crée le rôle de reine consort du roi Hussein et est une actrice majeure de la politique sociale du pays. Ce rôle de reine consort — ainsi que ses obligations publiques — seront repris par ses successeurs ; la reine finance différents projets de développements urbains, particulièrement lorsqu'il s'agissait de projets visant principalement les femmes et les enfants ; on la voyait souvent faire des apparitions ou des visites surprises dans les hôpitaux ou les écoles, favorisant le parrainage de diverses écoles pour enfants défavorisés du pays. Ses nombreux projets pour le développement d'organismes caritatifs se verront octroyer différentes bourses ou soutien du gouvernement jordanien afin d'honorer la mémoire d'Alia. 
Son intérêt pour les arts et la littérature sera aussi mis à profit puisqu'elle participera à la mise en place de nombreuses bibliothèques un peu partout en Jordanie et sera une actrice importante de la fondation du Centre culturel pour enfants de Haya, de la Troupe folklorique nationale de Jordanie et de la Alia Art Gallery. 
Féministe convaincue, elle appellera les Jordaniennes à se servir du droit de vote et de celui d'être élues au parlement ; cette même année, soit le 2 avril 1974, une loi fut entérinée, réalisant le souhait de la reine ; cependant, la suspension du Parlement jordanien, entre 1974 et 1989, empêcha l'application de cette loi.  
La reine Alia mourut dans l'accident de son hélicoptère, le 9 février 1977, près de la capitale jordanienne. L'aéroport international d'Amman fut par la suite rebaptisé l'aéroport international Queen Alia.